# Vexillum (Costellaria) emmanueli
Vexillum (Costellaria) emmanueli is een slakkensoort uit de familie van de Costellariidae. De wetenschappelijke naam van de soort is voor het eerst geldig gepubliceerd in 2009 door Buijse, Dekker & Verbinnen.